# ВВС Центрального фронта
ВВС Центрального фронта (ВВС ЦентрФ) — оперативное объединение фронтовой авиации, предназначенное для решения боевых задач (ведения боевых действий) во взаимодействии (в совместных операциях) с другими видами Вооружённых Сил Союза ССР, а также проведения самостоятельных воздушных операций.

## История и боевой путь
После начала войны 22 июня 1941 года на базе Западного особого военного округа сформирован Западный фронт. 24 июля 1941 года за счет разделения фронта образован Центральный фронт. Часть авиации ВВС Западного фронта была передана в состав вновь образованных ВВС Центрального фронта.
ВВС фронта принимали участие в битвах и операциях:
- Смоленское сражение — с 10 июля по 10 сентября 1941 года.

В ночь на 26 августа 1941 года Центральный фронт Директивой Ставки ВГК № 001255 от 25 августа 1941 года был расформирован, его армии и полоса обороны были переданы Брянскому фронту, части ВВС фронта вошли в состав ВВС Брянского фронта.

## В составе
Находились в составе Центрального фронта.
| Подчинение        | Период                  |
| ----------------- | ----------------------- |
| Центральный фронт | 24.07.1941 — 26.08.1941 |

## Командующие
- Комдив, генерал-майор авиации (с 31 июля 1941 года) Ворожейкин Григорий Алексеевич — с 26 июля 1941 года по 25 августа 1941 года.

## Состав
В состав ВВС фронта входили:
- ВВС 13-й армии
  - 11-я смешанная авиационная дивизия
    - 16-й бомбардировочный авиационный полк (СБ, Пе-2, расформирован 31.07.1941 г.)
    - 190-й штурмовой авиационный полк (МиГ-3, Пе-2, ЛаГГ-3)[2]
    - 4-й штурмовой авиационный полк (Ил-2)
    - 32-й «А» истребительный авиационный полк (И-16, до 05.08.1941 г.)[3]
    - 60-й скоростной бомбардировочный авиационный полк (СБ, до 05.08.1941 г., расформирован)
    - 174-й штурмовой авиационный полк (с 06.08.1941 г., Ил-2)[4]
    - 184-й истребительный авиационный полк (И-16, МиГ-3)
    - 237-й штурмовой авиационный полк (Ил-2)
- ВВС 3-й армии
- ВВС 21-й армии
  - 13-я смешанная авиационная дивизия (до 25.07.1941 г.)[5].
  - 103-й ближнебомбардировочный авиационный полк (Су-2, до 15.08.1941 г.)[6][7]
  - 135-й ближнебомбардировочный авиационный полк (Су-2)[7]
  - 9-й истребительный авиационный полк (И-16)[3]
  - 126-й истребительный авиационный полк (МиГ-1, МиГ-3, И-16)[7]
  - 66-я отдельная корпусная авиационная эскадрилья
- Соединения и части фронтового подчинения:
  - 28-я смешанная авиационная дивизия[8]
    - 32-й скоростной бомбардировочный авиационный полк (СБ)[9]
    - 38-й скоростной бомбардировочный авиационный полк (СБ)[9]